# گنداب (لریک)
گنداب (به لاتین: Gəndov) یک منطقه مسکونی در جمهوری آذربایجان است که در شهرستان لریک واقع شده است. گنداب ۲۹۲ نفر جمعیت دارد.

## ریشه واژه
ِگند یا قِند در زبان تالشی به‌معنی تلخ و اُو به‌معنی آب است و گندُو یعنی آب تلخ.